# ハーバート・ヘンリー・ダウ
ハーバート・ヘンリー・ダウ（Herbert Henry Dow、1866年2月26日 - 1930年10月15日）は、カナダ生まれのアメリカ合衆国の化学者である。鹹水からの臭素抽出法など数多くの発明を行い、ダウ・ケミカルを創業して実業家としても成功した。

## 生涯

### 若年期
ダウは1866年2月26日にカナダ自治領のオンタリオ州ベルビルで、発明家・機械工学者のジョセフ・ヘンリー・ダウとサラ・ダウ（旧姓バンネル）の間の第一子として生まれた。両親ともにアメリカのコネチカット州ダービー出身であり、一家はダウの生後6週間で出身地に戻った。1878年、父の仕事の都合で一家でオハイオ州クリーブランドに転居した。
1884年に高校を卒業した後、ケース応用科学学校（現在のケース・ウェスタン・リザーブ大学）に入学した。大学在学中、オハイオ州とその近郊の鹹水の化学組成についての研究を行い、オハイオ州カントンとミシガン州ミッドランドで採取した鹹水に臭素が大量に含まれていることを発見した。臭素は当時の医薬品の主成分であり、写真産業でも広く使われていた。1888年に大学を卒業した後、クリーブランドのヒューロンストリート病院大学で1年間化学の教授として働きながら、鹹水から化学物質を抽出する研究を続けた。

### ビジネスのキャリア
1889年、効率的な臭素抽出法で最初の特許を取得し、この特許を利用した会社を設立したが、その年のうちに倒産した。1890年、ミシガン州ミッドランドでミッドランド・ケミカル社を設立した。ダウは臭素抽出法に関する研究を続け、1891年の初頭、電気分解によって臭化物を酸化させて臭素を抽出するダウ法を発明した。

#### ダウ・ケミカルの設立
ダウは、電気分解の研究を発展させて、他の化学物質も抽出できるようにしたいと考えていた。しかし、ミッドランド・ケミカル社の出資者は研究の継続を認めず、ダウを解雇した。ダウは個人で研究を続け、塩化ナトリウムから塩素と苛性ソーダを抽出する方法を開発した。
ダウは友人や大学の同級生などから出資を募り、ジェームズ・T・パーディー、アルバート・W・スミス、J・H・オズボーン、キャディ・スタリーからの出資を受けることができた。1895年、一家でオハイオ州マシロンに転居し、ここにダウ・プロセス社を設立して、新しく開発した手法を工業的な生産機構に落とし込むための研究を行った。翌年、ミッドランドに戻り、ダウ・プロセス社の後継会社としてダウ・ケミカル社を設立した。当初の株主は57人だった。その3年後、ミッドランド・ケミカル社を買収した。

#### 臭素の独占の打破
ダウが開発した新技術により、ダウ・ケミカル社は安価に臭素を製造できるようになり、アメリカでは1ポンド当たり36セントで販売を始めた。当時、ドイツ政府が支援するカルテル「ドイチェ・ブロムコンベンシオーン」(Deutsche Bromkonvention)が世界の臭素の供給をほぼ独占しており、アメリカでは1ポンド当たり49セントで販売していた。ドイツ側は、ダウ社がアメリカ国外で臭素の販売を開始すれば、対抗して自社の臭素の値段を下げると公言していた。1904年、ダウ社がイギリスへの臭素の輸出を開始すると、ブロムコンベンシオーンの代表がダウ社を訪問し、ダウに対し、輸出を停止するよう脅迫した。
ダウが脅迫に屈せず輸出を続けたため、ドイツ側は報復として、1ポンド当たり15セントという不当に安い値段でアメリカに臭素を輸出した。ダウは代理店に、ドイツ産の安い臭素を買い占めさせ、それを再包装してドイツに1ポンド当たり27セントで輸出させた。ドイツ側には、国内に出回っている安い臭素の出所がわからず、カルテルのメンバーが協定に違反してより安い値段で販売をしているのではないかと疑った。ドイツ側はアメリカでの臭素の価格を下げ続け、最終的に1ポンド当たり10.5セントまで下げた。その後、ドイツ側はこれがダウの戦術だったことに気がつき、アメリカでの不当廉売を中止した。

#### 第一次世界大戦
ダウ社は研究に注力し、鹹水から多くの化学物質を抽出する方法を開発した。第一次世界大戦中にイギリスがドイツの港を封鎖したことにより、当時世界最大の化学製品供給国だったドイツからの供給が途絶え、その不足分を生産したダウ社が成長を遂げることになった。ダウ社は、焼夷弾用のマグネシウム、爆薬用のモノクロロベンゼンやフェノール、医薬品や催涙ガスのための臭素を大量に生産した。1918年には、ダウ社の生産量の90%が戦時物資となった。現在も使用されているダウ・ケミカル社の菱形のロゴは、この時期に作成された。

#### 自動車産業
終戦後、ダウは終戦により使い道のなくなった大量のマグネシウムの利用法を研究し、マグネシウム製の自動車のピストンを開発した。ダウ社が開発した新しいピストンを使用すると、速度が上がり、燃費が良くなることが証明された。1921年のインディ500の優勝者は、ダウ社のピストンを使用していた。

### 私生活
1892年11月16日、ダウはミッドランド出身の教師のグレース・アナ・ボール(Grace Anna Ball)と結婚した。2人の間には、ヘレン(Helen)、ルース(Ruth)、ウィラード(Willard)、オズボーン(Osborn)、オールデン(Alden)、マーガレット(Margaret)、ドロシー(Dorothy)の7人の子供がいた。オズボーンは2歳で髄膜炎により死亡した。ウィラードは化学者になり、父の会社に入社した。オールデンも父の会社で働くために工学を学んでいたが、建築に転向した。

### 死去
1930年10月15日、ダウは肝硬変で死去した。ダウは生涯に90以上の特許を取得していた。

## 受賞歴
1930年にパーキンメダルを受賞した。
1983年、臭素抽出法の発明で全米発明家殿堂に殿堂入りした。

## 名前を冠したもの

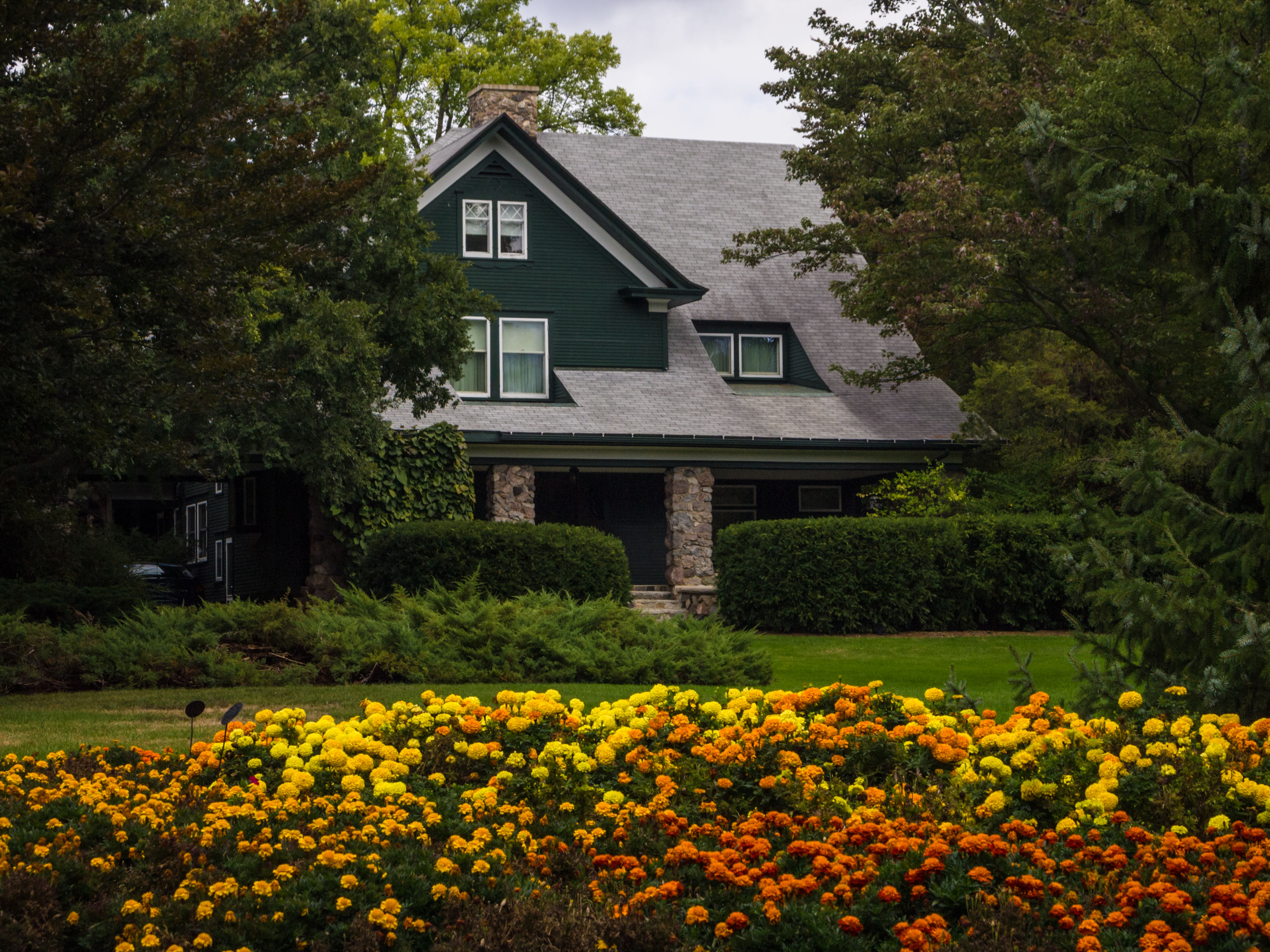
ハーバート・H・ダウ・ハウス

1899年、ダウはミッドランドの自宅の敷地内に植物園・ダウ・ガーデンを開設した。ダウの邸宅はハーバート・H・ダウ・ハウスと呼ばれ、1976年にアメリカ合衆国国定歴史建造物に指定された。
ダウの死後の1936年、妻のグレースはハーバート・H・アンド・グレース・A・ダウ財団を設立した。それ以来、ミシガン州の住民の生活の質を高めるための様々なプロジェクトに5億ドル近くが寄付されている。財団の事務所は、ダウの自宅のあった敷地内に置かれている。
1968年、ミッドランドに、ダウの名を冠したハーバート・ヘンリー・ダウ高校が開校した。